# お由羅の方
由羅（ゆら、寛政7年（1795年）- 慶応2年10月28日（1866年12月4日）は、薩摩藩主・島津斉興の側室である。「遊羅」とも表記する。名字は「岡田氏」を名乗った（岡田利武の養女）が、町人の出身である。法名は「妙深忍大弾定尼」（一説には「妙浄寛忍大禅定尼」）。

## 人物
出身については江戸の大工・工藤左衛門の娘と言われているが、江戸・三田の八百屋の娘、その他に舟宿の娘など多数の説がある。薩摩藩邸で奉公していた際に斉興に見初められ、老女・島野の養女となり斉興の側室となる。藩邸には正室・弥姫（周子）がいたため、由羅は薩摩に置かれたが、参勤交代の度に江戸と薩摩に由羅を連れて行くほど斉興の寵愛は深かったともいわれている。
由羅は斉興の三女智姫（夭折）、5男久光、7男唯七郎（夭折）の3子を生む。この3人の子は弥姫との子が生まれた同じ年か1年後に生まれている。斉興は弥姫との間に、智姫の生まれる約3ヶ月前の文化12年（1815年）9月14日に候姫を、久光の生まれる7ヶ月前の文化14年（1817年）3月17日に諸之助を、唯七郎の生まれる1年ほど前の文政2年（1819年）2月13日に珍之助を生んでいる。
文政7年（1824年）に斉興の正室・弥姫が死去すると、由羅は、当時弥姫との子（島津斉彬、池田斉敏）以外で斉興の生き残った息子を生んだ唯一の生母であったこともあり「御国御前」と呼ばれて正室同様の待遇を受けた。その後、息子・久光の藩主就任を謀り、長兄・斉彬の廃嫡を目した事からお由羅騒動と呼ばれるお家騒動（高崎崩れともいう）を巻き起こしたとされるが、騒動の鎮圧後に罰を受けることはなかった。斉彬急死後に孫・忠義が藩主に就任したところも見届け、慶応2年（1866年）、鹿児島城下で死去。墓所は福昌寺跡にあり、鹿児島市玉里町に「由羅屋敷」と呼ばれる建物が残っている（見学は出来ない）。
なお、孫である忠義の七女俔子は久邇宮邦彦王に嫁し、その長女良子女王は、大正天皇の第一皇子・迪宮裕仁親王（後の昭和天皇）の妃となった。

## お由羅の方が登場する作品

### 映画
- 南国太平記（1954年・東映、演：木暮実千代）
- 南国太平記（1960年・東映、演：喜多川千鶴）

### テレビドラマ
- 西郷隆盛（1964年・フジテレビ、演：月丘夢路）
- 風の隼人（1979年・NHK、演：南田洋子）

- 翔ぶが如く（1990年・NHK大河ドラマ　演：草笛光子）
- 篤姫（2008年・NHK大河ドラマ、 演：涼風真世）
- 西郷どん（2018年・NHK大河ドラマ、演：小柳ルミ子）

### 小説
- 南国太平記（1931年、著：直木三十五）